# Avantgarde Music
Avantgarde Music — итальянский лейбл звукозаписи, созданный в качестве преемника Obscure Plasma Records, специализирующийся на блэк- и дум-метал-исполнителях. У лейбла есть подразделение (сублейбл) Wounded Love Records, выпустивший альбомы таких групп как Dolorian и Taake.
Первым релизом Avantgarde Music стал 1994 классический фьюнерал-дум-альбом Stream from the Heavens финской группы Thergothon. С тех пор лейбл подписал контракты со многими известными группами в жанре блэк-, дэт- и дум-метал, такими как Behemoth, Carpathian Forest, Mayhem и Unholy.